# Den europæiske udenrigstjeneste
Den Europæiske Udenrigstjeneste, EU-Udenrigstjenesten eller Tjenesten for EU's Optræden Udadtil (engelsk: European External Action Service (EEAS) eller European Action Service (EAS), fransk: Service européen pour l'action extérieure (SEAE) eller Service extérieur og tysk: Europäischer Auswärtiger Dienst (EAD)) er et organ, der bistår EU's udenrigschef Federica Mogherini med at gennemføre EU's fælles udenrigs- og sikkerhedspolitik.
Udenrigstjenesten (EEAS), der blev oprettet den 1. januar 2011 ved at slå Kommissionens og Rådets afdelinger for udenrigspolitik sammen og hente diplomater fra de nationale diplomatiske tjenester dertil.

## Ikke en EU- institution
Udenrigstjenesten (EEAS) er knyttet til EU-institutionerne EU's ministerråd og Europa-Kommissionen. Dermed er Udenrigstjenesten ikke én af EU's syv selvstændige institutioner, men inden sine beføjelser handler Udenrigstjenesten alligevel på EU' vegne.

## EU's udenrigschef
EU's udenrigschef er født titulær næstformand for Europa-Kommissionen, men han/hun er ikke første næstformand. (Kommissionen har p.t. syv næstformænd.)
EU's udenrigschef er født formand for EU's Ministerråd for Udenrigsanliggender.
Tyskeren Jürgen Trumpf var kortvarigt EU's første udenrigschef. (Trumpf var også generalsekretær for EU's ministerråd). Trumpf blev efterfulgt af spanieren Javier Solana. Derefter blev posten overtaget af den britiske Catherine Ashton. I 2014 blev den italienske Federica Mogherini udenrigschef, og i 2019 blev posten tildelt den spanske Josep Borrell Fontelles.